# H. Trendley Dean

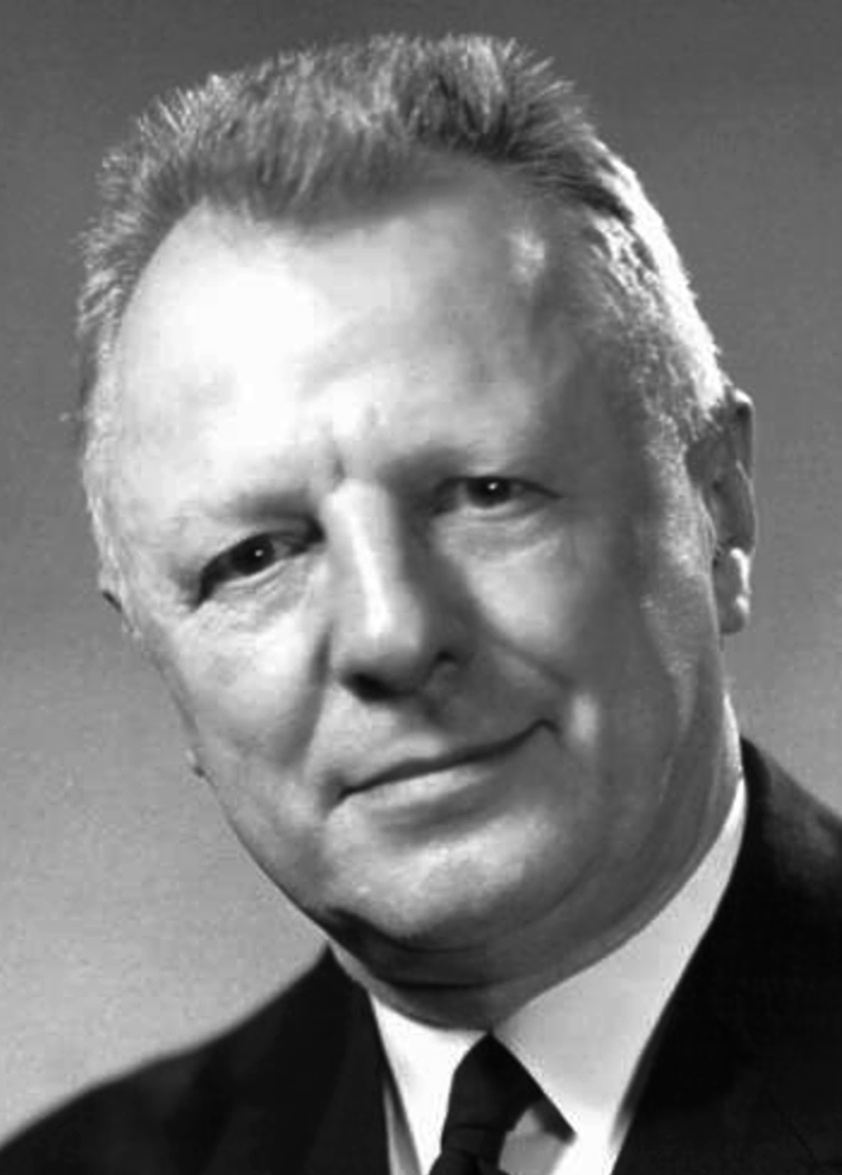
H. Trendley Dean

Henry Trendley Dean (* 25. August 1893 in East St. Louis (Winstanley Park), Illinois; † 13. Mai 1962 in Evanston, Illinois), von seinen Freunden „Tren“ genannt, war ein US-amerikanischer Zahnarzt. Er gilt als Vater der Trinkwasserfluoridierung zur Prophylaxe von Zahnkaries.

## Leben und Werk
Dean schloss 1916 sein Studium der Zahnmedizin an der Saint Louis University ab und eröffnete in Wood River zuerst eine Zahnarztpraxis um dann jedoch in der III. Feldartillerie seinen Militärdienst im Ersten Weltkrieg abzuleisten. 1919 öffnete er seine Praxis wieder und wurde 1920 zum Präsidenten der Alton, Illinois, Dental Society gewählt. Im September 1921 heiratete er Ruth Martha McEvoy. Im gleichen Jahr trat er in den United States Public Health Service (USPHS, Öffentlichen Gesundheitsdienst der USA) ein und war nacheinander in mehreren Hospitälern des Marine Corps als Zahnarzt tätig. Ab 1928 bemühte sich Clinton T. Messner, Leiter der Zahnärzte-Abteilung im USPHS, mit Unterstützung der American Dental Association (ADA) innerhalb des PHS eine zentrale zahnmedizinische Forschungsstation zu etablieren. Die wurde zunächst mit einem Dr. Cornwall besetzt, der aber noch ein Jahr später seine Arbeit „nicht ernsthaft aufgenommen“ hatte. Als Messner 1929 dem Forschungsbeirat der ADA beitrat,  hielt Dean bei deren Jahresversammlung einen Vortrag über den Verlauf von 50 Fällen von Kieferfrakturen, sein Einstieg in das Gebiet der zahnmedizinischen Statistik. Zwischen Juni 1929 und März 1930 analysierte der PHS Erkrankungen von Arbeitern, die Uhrzeiger mit leuchtenden Radium-Verbindungen anmalten („Radium dial painters“). Dean begleitete hierbei den zahnmedizinisch relevanten Teil. Nach Besuch der USPHS Offiziersschule wurde er 1931 mit einem offiziellen Forschungsauftrag ans National Institute of Health (NIH, damals zunächst nur ein Institut) beordert. Dieses Institut war 1930 aus dem Hygienelaboratorium des Public Health Service hervorgegangen und wurde als Clearing House verstanden. Die „besten Wissenschaftler im Staatsdienst und einige Männer von außerhalb“ sollten eine Art Umschlagplatz für Dienstleistungen und Informationen bilden, dem nichts entgegenzusetzen sei. In diesem Sinn stellte Surgeon General Hugh Cumming Ende 1931 ein Beratergremium zusammen, das sinnvolle zahnmedizinische Forschungsaufgaben vorschlagen sollte. Mitglieder waren Russell W. Bunting, Homer C. Brown, Weston Price, Thomas Hartzell und Thomas J. Hill. Die Gruppe empfahl beim ersten Treffen im Januar 1932, dass Dean zunächst die Verbreitung der „mottled teeth“ innerhalb der USA untersuchen, sich bis zum Abschluss dieser Arbeit aber auch über die kariesrelevanten Forschungen der Gremium-Mitglieder informieren sollte, um dann zu entscheiden, welches konkrete Projekt der Kariesforschung er innerhalb des NIH weiterverfolgen wolle. Das sollte helfen, die chaotischen Verhältnisse zu beenden, die durch die verschiedenen Theorien bedingt seien, die Mitglieder des zahnärztlichen Berufsstandes zur Zeit vorbrachten. Nach einer Interview-Notiz des Historikers Donald R. McNeil war es Bunting, der Dean’s Interesse weckte. Russell Bunting, der an der Universität Michigan in Zusammenarbeit mit Philip Jay vor allem die Rolle von Lactobacillen bei der Kariesentstehung untersuchte, lud Dean am 5. Februar 1932 ein, mit ihm die Stadt Minonk (Illinois) zu besuchen, wo Fluorid im Wasser bei den Bewohnern zwar Dentalfluorose auslöst, während gleichzeitig der Kariesbefall niedriger sei als in einem nahe gelegenen Ort ohne Fluorose. Ein paar Jahre bevor Fluorid als Ursache der Zahnfleckung bekannt war, hatten Bunting und Mitarbeiter noch berichtet, dass in Minonk der prozentuale Anteil der Kinder mit Karies so groß war wie in jeder anderen Gemeinde, dass lediglich das Ausmaß und die Aktivität der Karies hier etwas geringer war. Anscheinend begeistert von Buntings aktueller Sicht der Dinge, aber noch bevor er auch nur eines der Kinder in Minonk selbst untersucht hatte, schrieb Dean in seinem Bericht vom 6. Februar 1932, dass die Fluorose-Untersuchung vielleicht den Schlüssel zu einem wesentlich wichtigeren Problem, der Zahnkaries, liefern könnte. Als 1933 die American Dental Association in Zusammenarbeit mit dem Public Health Service eine erste nationale Karies-Studie in Angriff nahm, ließ Dean auf dem Erhebungsbogen auch nach der regionalen Häufigkeit von gefleckten Zähnen fragen, um damit Anhaltspunkte für einen möglichen Zusammenhang zu finden. Die hierbei erhaltenen Daten wertete er 1938 in seiner Arbeit über endemische Fluorose und ihre Beziehung zur Zahnkaries aus (siehe unten).
Im Rahmen dieser Kooperation zwischen ADA und USPHS wurde Dean auch in einer standespolitischen Angelegenheit aktiv. Beim Jahrestreffen der ADA im Oktober 1932 war die öffentliche Diskussion über die Kosten für Zahnbehandlung (s. a. William John Gies) als besonderes Problem der Zahnärzteschaft thematisiert worden. Um künftig vermeintliche „Fehlentwicklungen“, wie z. B. die Einführung einer Krankenversicherung verbunden mit einem Kostendiktat („state and panel dentistry“, „socialized dentistry“), rechtzeitig abwenden zu können und um die Zahnmedizin ins Öffentliche Gesundheitswesen einzubinden, sollten Zahnärzte verstärkt in Gesundheitsämtern auf Staats- und Gemeindeebene aktiv werden. In der Kooperation sollte daher zugleich mit dem Kariesstatus der Schulkinder auch eine Übersicht über den aktuellen Stand, d. h. Aktivitäten und Präsenz von Zahnärzten in den staatlichen Gesundheitsämtern, erstellt werden. Die ersten Daten hierzu wurden 1936 in Public Health Bulletin No. 227 präsentiert.
Nach dem Zweiten Weltkrieg (1945/46) untersuchte Dean das Auftreten von Gingivitis bei US-Soldaten in Deutschland (Trench Mouth oder Vincent´s Infection genannt). 1948 wurde er der erste Direktor des neu gegründeten National Institute of Dental Research. 1953 ging er in den Ruhestand, wirkte aber noch bis 1959 im Forschungsbeirat der American Dental Association. Nach langjährigen Asthma-Problemen starb er am 13. Mai 1962.

### Epidemiologie der Zahnfluorose
Im Jahr 1931 hatten mehrere unabhängig voneinander arbeitende Gruppen von Wissenschaftlern das Vorkommen von Fluoriden im lokalen Leitungswasser als Ursache von merkwürdig gefleckten und verfärbten Zähnen („mottled teeth“) unter den Bewohnern mancher Gegenden erkannt. Deans Aufgabe bestand zunächst darin, die regionale Verbreitung dieses Problems innerhalb der USA zu erfassen und ökonomisch vertretbare Maßnahmen zur Eindämmung zu entwickeln.

### Fluoridierung zur Kariesprophylaxe
Einige Forscher hatten angedeutet, dass in solchen Regionen die Zahnkaries weniger intensiv auftritt und so erforschte Dean in seiner weiteren Karriere in Zusammenarbeit mit Zahnärzten der Universität Michigan den optimalen Fluorid-Gehalt des Trinkwassers, der Karies verhindern würde. Zur Bestimmung der Zahngesundheit verwandte er die Zahl der kariösen (Decayed), fehlenden (Missing) oder gefüllten (Filled) Zähne (DMF-Index), die er mit dem Fluorid-Gehalt des Trinkwassers von Gemeinden korrelierte. Daraus resultierten Bemühungen, zur Kariesbekämpfung das Trinkwasser auf den als 'optimal' bezeichneten Fluoridgehalt einzustellen. Nachdem er selbst noch 1944 bei einem Treffen mit David B. Ast's Fluoridierungs-Komitee zunächst gesundheitliche Bedenken geäußert hatte, trat er schließlich seit den frühen 1950er Jahren öffentlich für die Trinkwasserfluoridierung ein, die aber noch heute kontrovers diskutiert wird.

### Kritikpunkte
In seinen Notizen zum Interview mit Trendley Dean schreibt der Historiker Donald McNeil: Ich denke, er erzählt eine schöne Story, aber ich gewinne auch den Eindruck, dass er irgendwo Papiere hat, über die er nicht reden will. Auch bringt er zeitliche Abläufe fürchterlich durcheinander. Allerdings ist in McNeil's Buch The fight for fluoridation von diesem Eindruck nichts wahrzunehmen.

## Positionen und Ämter
- Acting assistant dental surgeon, USPHS, 1921–1922, 1924–1925[17]
- US Veterans Bureau, 1923
- Passed assistant dental surgeon, USPHS, 1925–1930
- Dental Surgeon, 1930–1942
- Senior Dental Surgeon, 1942–1945
- Dental Director, 1945–1953
- Präsident der American Association of Military Dental Surgeons, 1937[18]
- 21. Präsident der International Association for Dental Research (IADR), 1944–45
- First Director, National Institute of Dental Research, 1948–53

## Ehrungen

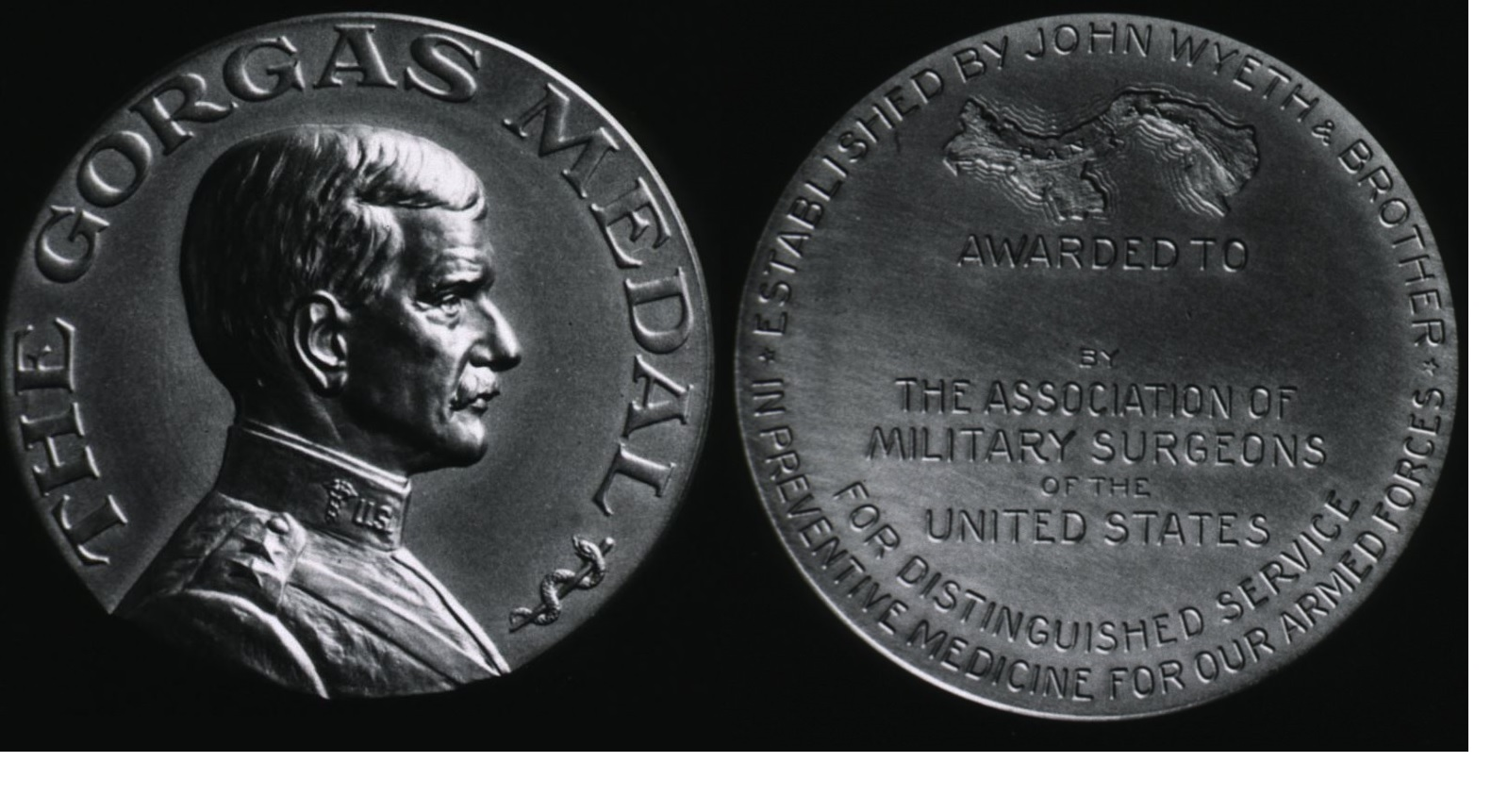
Gorgas Medal, eingeführt durch die Wyeth Laboratories aus Philadelphia, zu Ehren von Major General William Crawford Gorgas

- 1949 Gorgas Medaille und Award der Association of Military Surgeons für herausragende präventivmedizinische Leistungen
- 1950 John M. Goodell Preis der American Water Works Association
- 1951 Jarvie Fellowship Medaille der New York State Dental Society
- 1952 erhielt er zusammen mit Frederick Sumner McKay den Lasker~DeBakey Clinical Medical Research Award, die höchste medizinisch-wissenschaftliche Auszeichnung in den Vereinigten Staaten.
- Die International Association for Dental Research vergibt seit 1964 jährlich den H. Trendley Dean Memorial Award